# رباط حذاء

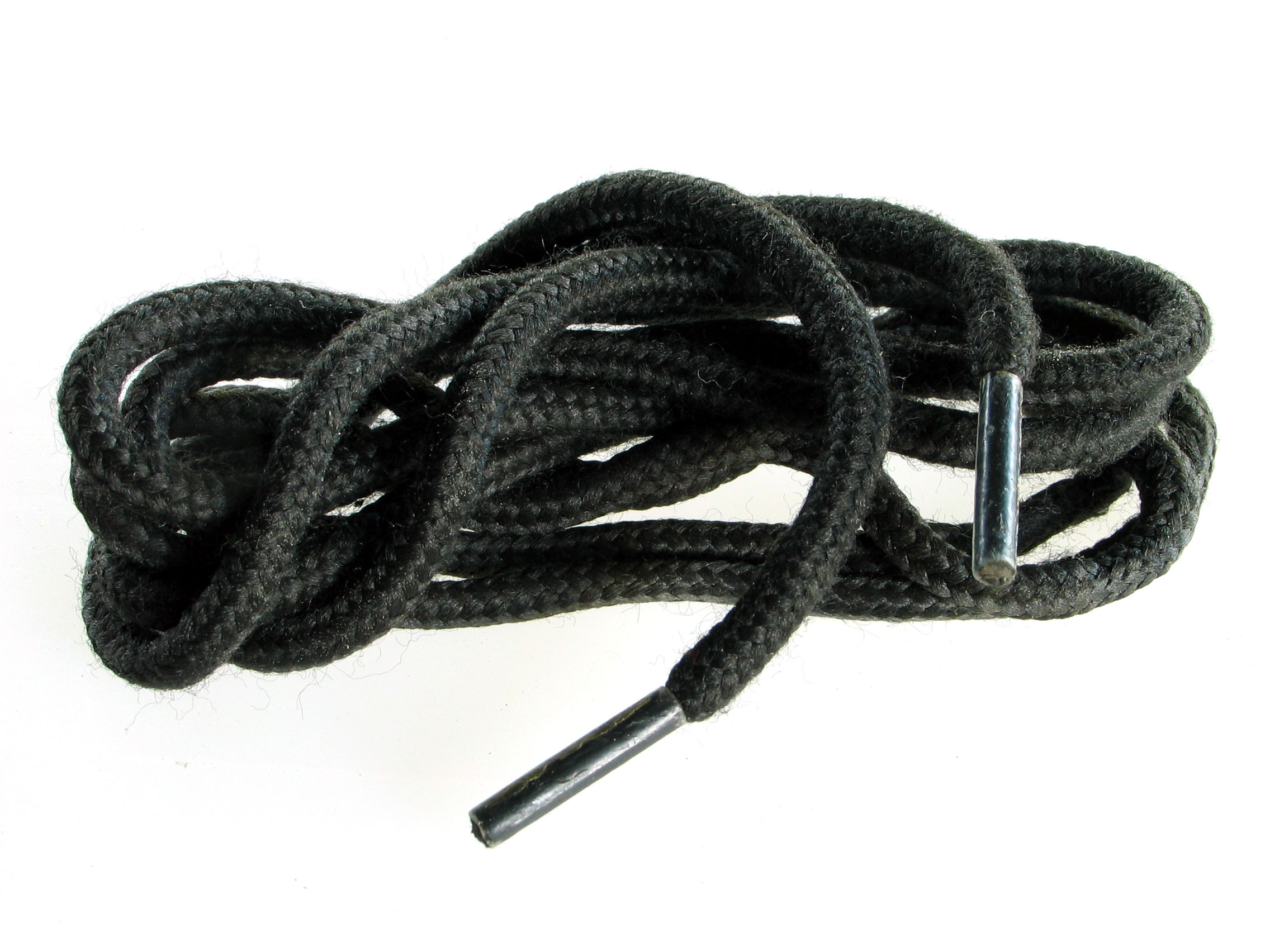
رباط حذاء أسود

أربطة الحذاء أو قِيطَاناته (المفرد: قِيطَانَة) أو رَبّاطاته (المفرد: رَبَّاطَة)، نظام يستخدم عادةً لتثبيت الأحذية والجزمات وألبسة القدم الأخرى. وهي تتكون عادة من رباطين، واحد لكل حذاء، وتنتهي عند كلا الطرفين بأجزاء صلبة تُعرف باسم الإبريات. يمر كل رباط حذاء عادةً عبر سلسلة من الثقوب أو العُيَيْنَات أو العراوي أو الحلقات على جانبي الحذاء. يسمح فك الأربطة بفتح الحذاء بشكل واسع بما يكفي لإدخال القدم أو إزالتها. يؤدي شد الرباط وربط الأطراف إلى تثبيت القدم بإحكام داخل الحذاء. يمكن ربط الأربطة بأشكال مختلفة، وغالباً ما تكون على شكل عقدة عُرْويّة بسيطة.